# 21st Street-Queensbridge
21st Street-Queensbridge è una stazione della metropolitana di New York situata sulla linea IND 63rd Street. Nel 2015 è stata utilizzata da 2 884 831 passeggeri, risultando la centoottantunesima più trafficata della rete.

## Storia
I progetti per la stazione furono formulati nel corso degli anni 1960, come parte del Program For Action della Metropolitan Transportation Authority. In particolare, la stazione fu aggiunta grazie alle pressioni della comunità locale. La stazione venne quindi aperta il 29 ottobre 1989, come capolinea provvisorio della linea IND 63rd Street. Rimase capolinea fino all'apertura della connessione con la linea IND Queens Boulevard avvenuta nel 2001, dopo sette anni di lavori.

## Strutture e impianti
21st Street-Queensbridge è una stazione sotterranea con due binari e due banchine laterali. Il mezzanino della stazione è posto all'estremità est della stazione ed è collegato con le banchine attraverso una serie di scale, scale mobili e ascensori. Inoltre, benché la stazione sia accessibile, le banchine non dispongono di percorsi tattili per i ciechi, che sono invece presenti nelle stazioni della rete recentemente rinnovate.
La stazione è situata al di sotto dell'incrocio tra 21st Street e 41st Avenue, così da servire sia Queensbridge Houses sia le zone commerciali circostanti, e possiede due scale e un ascensore che portano nella parte nord dell'incrocio.

## Movimento
La stazione è servita dai treni della linea F Sixth Avenue Local della metropolitana di New York, sempre attiva.

## Interscambi
La stazione è servita da diverse autolinee gestite da MTA Bus.
- Fermata autobus